# Diecéze Sion
Diecéze sionská (sittenská) (latinsky: Dioecesis Sedunensis) je římskokatolická diecéze ve Švýcarsku bezprostředně podřízená Sv. Stolci, která zahrnuje většinu území švýcarského kantonu Valais (Wallis; bez území spadajícího pod správu územního opatství Saint Maurice d'Agaune a bez obce Saint-Gingolph, spadající pod diecézi Annecy) a okres Aigle v kantonu Vaud.

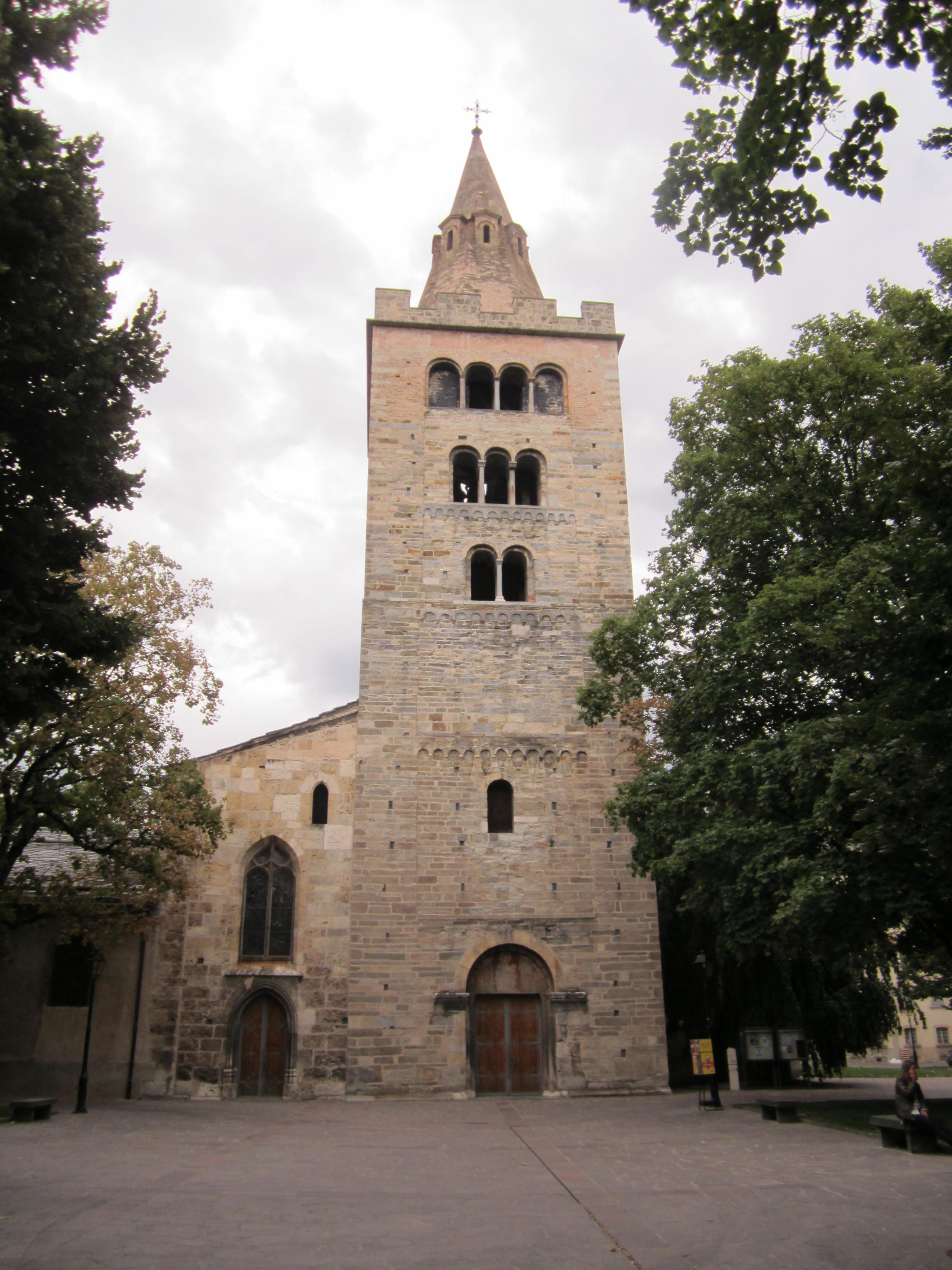
Katedrála Notre-Dame de Sion

Sídlem biskupa a katedrální kapituly je dnes katedrála Panny Marie (Notre-Dame de Sion nebo du Glarier) v Sionu. Biskup Norbert Brunner byl vrchním farářem tradiční diecéze s velkým vlivem na historii kantonu Valais od roku 1995 do července 2014. Od té doby je Jean-Marie Lovey CRB biskupem ze Sionu.